# Zur Vegesacker Fähre

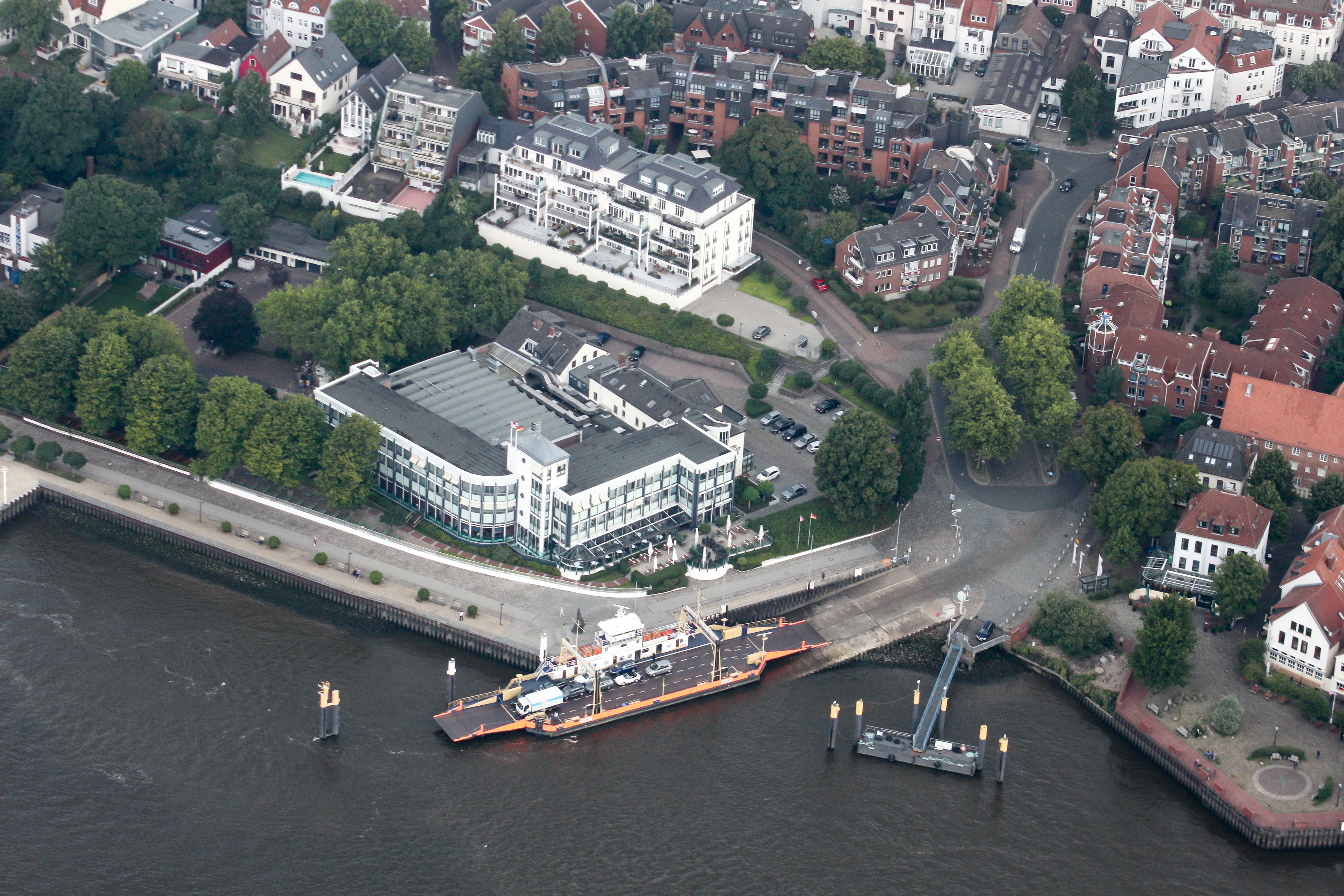
Vorne: Strandlust vor 2022, Rechts: Straße Zur Vegesacker Fähre

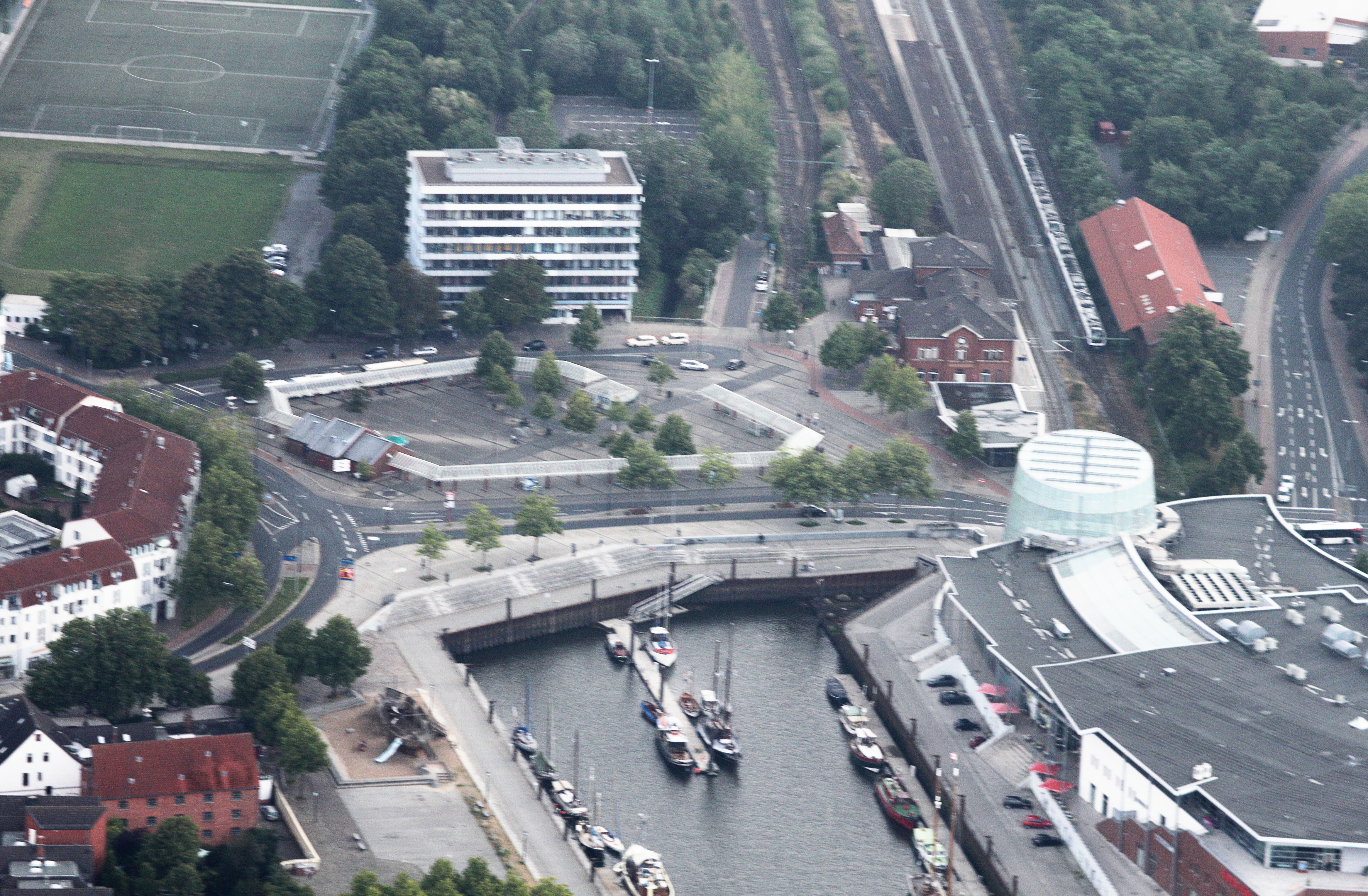
2012: Links die Straße; Mitte: Bahnhofsvorplatz und Hafen; Rechts: Vegesacker Kopfbahnhof

Die Durchgangsstraße Zur Vegesacker Fähre in Bremen, Stadtteil Vegesack im Fährquartier, führt vornehmlich in Nord-Süd-Richtung von der Theodor-Neutig-Straße / Aumunder Heerweg / Uhthoffstraße bis zur Straße Am Vegesacker Hafen / Am Utkiek und der Weserfähre nach Lemwerder.

## Querstraßen
Die Querstraßen und die Anschlussstraßen wurden benannt u. a. als Theodor-Neutig-Straße 1952 nach dem Gemeindevorsteher von Aumund (1862–1938), Aumunder Heerweg nach dem Dorf Aumund an der Mündung der Aue (In Bremen erhielten im 19. Jh. viele Straßen den Zusatz Heer), Uhthoffstraße nach dem Eisen-Kunstgießer Andreas Friedrich Uhthoff (1780–1860), Bürgermeister-Wittgenstein-Straße nach dem Stadtdirektor bzw. Bürgermeister Werner Wittgenstein (1882–1965), Sagerstraße nach den Schiffbauern Jürgen Sager (1777–1854) und Peter Sager (1809–1869), Vegesacker Bahnhofsplatz nach dem Bahnhof Bremen-Vegesack, Friedrich-Klippert-Straße nach dem Unternehmer und Direktor der Bremen-Vegesacker Fischerei-Gesellschaft, Alte Hafenstraße nach dem Vegesacker Hafen, Friedrich-Schild-Straße nach Friedrich Schild (1870–1921), der sich um Vegesack verdient gemacht hatte, Reeder-Bischoff-Straße nach den Reedern und Kaufleuten Friedrich Bischoff (1861–1920) und Johann Diedrich Bischoff, Beilkenstraße nach der Segelmacherfamilie, Rohrstraße (zuvor Buchtstraße) nach dem Stadtdirektor und Druckereibesitzer Friedrich Rohr (1850–1913), Vegesacker Weserpromenade, die durch den Stadtgarten Vegesack führt, Am Vegesacker Hafen und Am Utkiek (Aussicht) nach dem weiten Blick (= Kiek) über die Weser.

## Geschichte

### Name
Die Straße wurde benannt nach der Richtung, zu der sie führt. Die Fähre verbindet Vegesack mit dem Westufer der Weser und Lemwerder mit seinen Werften.

### Entwicklung
Vegesack war eine Gemeinde und dann Stadt im Land Bremen und ist seit 1945 ein Stadtteil von Bremen. Der Vegesacker Hafen wurde 1622/23 von Bremen eröffnet. Hier siedelten sich zahlreiche Unternehmen und Werften an. Nach Weserkorrektion, Zollanschluss, Gründung der Werft Bremer Vulkan und der Bremen-Vegesacker Fischerei-Gesellschaft hatte das Gebiet ab dem Ende des 19. Jahrhunderts einen erheblichen Bevölkerungszuwachs.
Nach 1945 mussten in dem Gebiet zahlreiche städtebauliche Missstände verzeichnet werden. Ab 1973 wurde das Stadtzentrum von Vegesack, der Hafen und die Bebauung an der Straße im Rahmen der Städtebauförderung saniert und erneuert. Die damals noch staatliche Bremische Gesellschaft entwickelte als Sanierungsträger am Hafenbereich im Fährquartier mit der Bauverwaltung, drei Planergruppen, dem Beirat Vegesack und einer Bürgerinitiative Vegesack ein städtebauliches Konzept zum Erhalt älterer Gebäude und dem Neubau von Gebäuden im Maßstab der vorhandenen Gebäude und als Blockrandbebauung. Für eine Verbindung zum Fähranleger reichte eine zweispurige Straße. Auf der Basis der Pläne der Bremer Planungsgruppe 5 (AG der Architekten Werner Glade, Siegfried Köhl, Kristen Müller, Kurt Schmidt, Wilhelm Ude und Klaus Zickerow) wurde 1978 mit dem Wiederaufbau der erheblichen unbebauten Flächen begonnen. Die meisten Neubauten entstanden in den 1980er Jahren.

### Verkehr
Die seit den späten 1970er Jahren verbreiterte und teils neue Straße führt zur Fähre über die Weser.
Im Nahverkehr in Bremen tangieren die Buslinien 90 und 90E (Gröpelingen ↔ Neuenkirchen), 91 + 92 (Gröpelingen ↔ Rönnebeck), 94 (Marßel ↔ Bf Burg ↔ Schwanewede-Nord), 95 (Gröpelingen ↔ Bockhorn) und 98 (Bf Vegesack ↔ Hammersbeck) sowie der Regionalbus 677 (Vegesack – Beckedorf – Schwanewede – Uthlede) die Straße.
Die S-Bahnlinie RS 1 (Farge – Vegesack – Bremen Hbf – Achim – Verden) der NordWestBahn.
Die Bundesautobahn 270 kann über den Anschluss Vegesack-Hafen erreicht werden.

## Gebäude und Anlagen
An der Straße stehen zumeist drei- bis viergeschossige Wohn- und Geschäftshäuser
- Grün- und Sportanlage sowie Stadion Vegesack mit 3000 Plätzen
- Nr. 2/4: 3-gesch. neueres Wohn-, Büro- und Geschäftshaus mit Restaurant
- Nr. 6+8: 4-gesch. Wohn- und Geschäftshäuser
  - Eingang zum BREPARKhaus Am Vegesacker Hafen
- Nr. 12, Ecke Alte Hafenstraße: 3-gesch. Wohn- und Geschäftshaus mit Martinsclub Bremen
- Vegesacker Bahnhofsplatz mit BSAG Kundencenter
- Alte Hafenstraße Nr. 17: 3-gesch. Wohn- und Geschäftshaus mit Imbiss
- Alte Hafenstraße Nr. 20 Ecke Zur Vegesacker Fähre: 4-gesch. Wohn- und Geschäftshaus mit Rotsteinfassade von um 1980 nach Plänen von Werner Glade mit City-Kiosk
- Alte Hafenstraße: Denkmalgeschützte Wohnhausgruppe, Kontorhaus, Lagerhaus[3] sowie Einzeldenkmale Nr. 21, 28, 29, 30, 33 34, 35, 37, 44, 46, 47, 48, 49, 50[4]
- Die nachfolgenden Gebäude liegen an der Straße Zur Vegesacker Fähre und der Reeder-Bischoff-Straße:
  - Kleine Platzausweitung zur Reeder-Bischoff-Straße
  - Reeder-Bischoff-Straße Nr. 14: 3-gesch. Wohn- und Geschäftshaus
  - Reeder-Bischoff-Straße Nr. 16: 3-gesch. Wohn- und Geschäftshaus von um 1910 mit Giebelrisalit[5]
  - Reeder-Bischoff-Straße Nr. 18: 3-gesch. Wohn- und Geschäftshaus von um 1910 mit Erker und Krüppelwalm-Dachhausgiebel[6]
  - Reeder-Bischoff-Straße Nr. 20: 3-gesch. Wohn- und Geschäftshaus von um 1910 mit Erker und Türmchen[7]
  - Reeder-Bischoff-Straße Nr. 22: 3-gesch. Wohn- und Geschäftshaus von um 1910 mit Erker und Dachhaus[8]
  - Reeder-Bischoff-Straße Nr. 23: 3-gesch. Wohn-, Büro- und Geschäftshaus mit Staffelgeschoss; Eckhaus mit Eiscafé
  - Reeder-Bischoff-Straße Nr. 25: 3-gesch. verputztes Wohn- und Geschäftshaus aus den 1980er Jahren mit Bank
- Nr. 24: 3-gesch. Wohn- und Geschäftshaus der 1980er Jahre
- Zwischen Beilken- und Rohrstraße 6: 2- und 3-gesch. Wohnhäuser aus den 1980er Jahren
- Gegenüber Nr. 25 bis 45: 3-gesch. verklinkerte Wohnhäuser der 1980er Jahre
- Nr. 49/51: Tagespflege Vegesack
- Rohrstraße Nr. 11: 2-gesch. Strandlust Vegesack mit 3- und 5-gesch. Restaurant und Hotelanlage und einem 2022 geplanten Neubau.[9][10]

Kunstobjekte, Gedenktafeln
- Siebenköpfige Figurengruppe aus Bronze Ankunft und Abschied („Reckers Familie“) von 2001 auf der Treppe der Hochwasser-Schutzmauer vom Bildhauer Thomas Recker
- Vegesacker Wal-Kiefer am Utkiek von 1980 von der Bildhauerin Christa Baumgärtel
- Der Esel aus Bronze von 1990 vor der Gaststätte Grauer Esel von der Bildhauerwerkstatt JVA-Oslebshausen
- Stolpersteine für die Opfer des Nationalsozialismus gemäß der Liste der Stolpersteine in Bremen:
  - Rohrstraße/Zur Vegesacker Fähre für Sophie Schwabe (1879–1943), ermordet in Theresienstadt

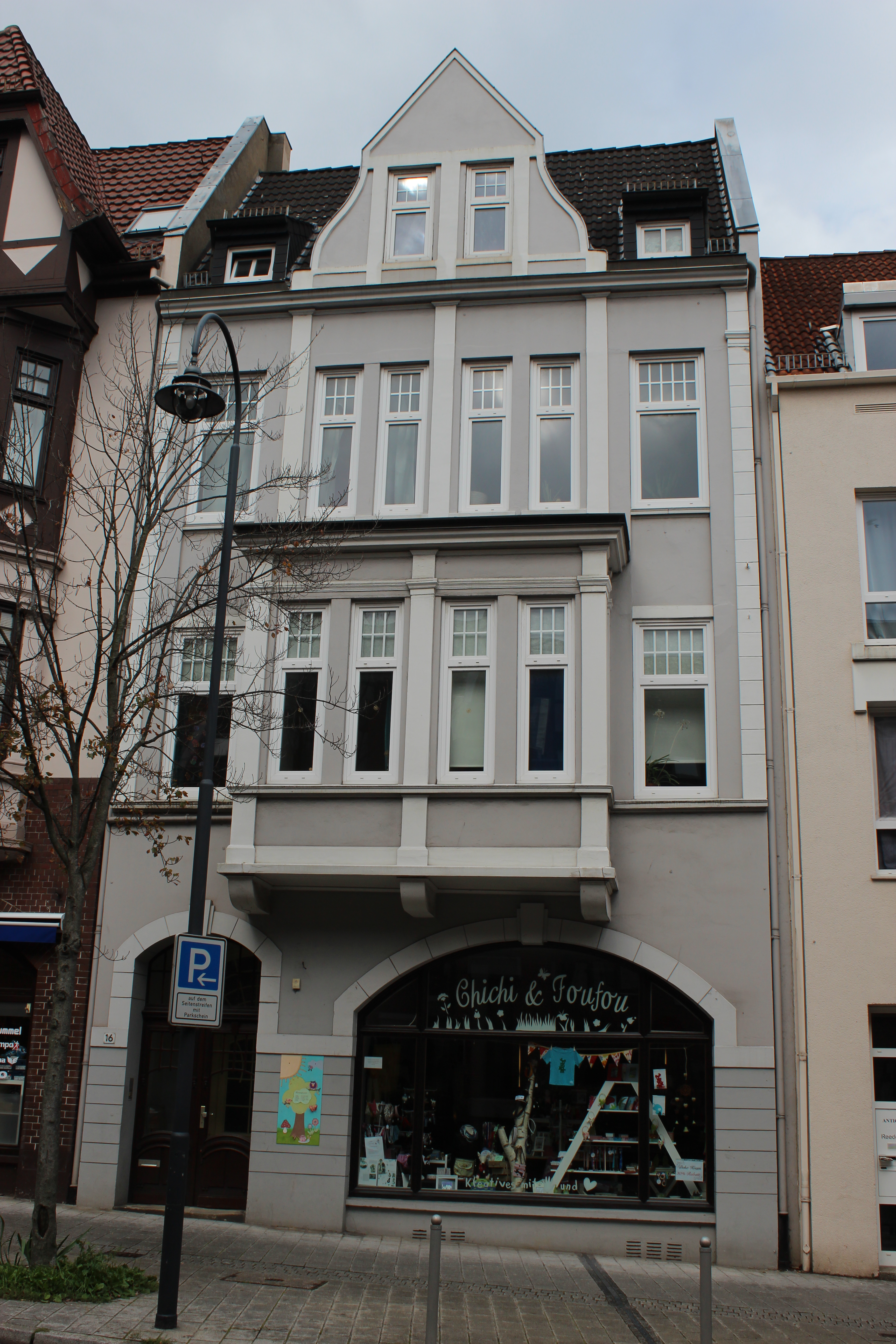
Reeder-Bischoff-Straße 16
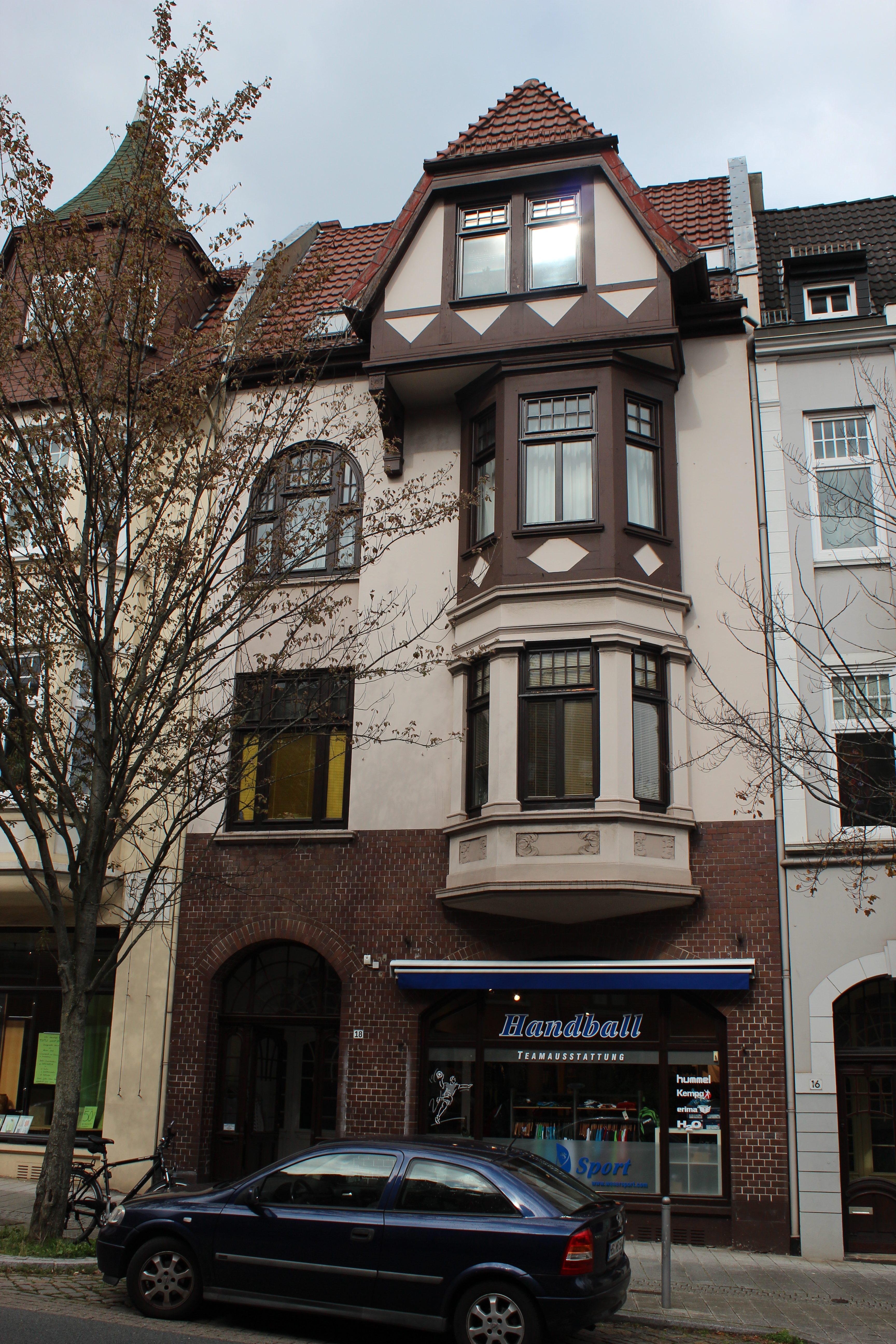
Reeder-Bischoff-Straße 18
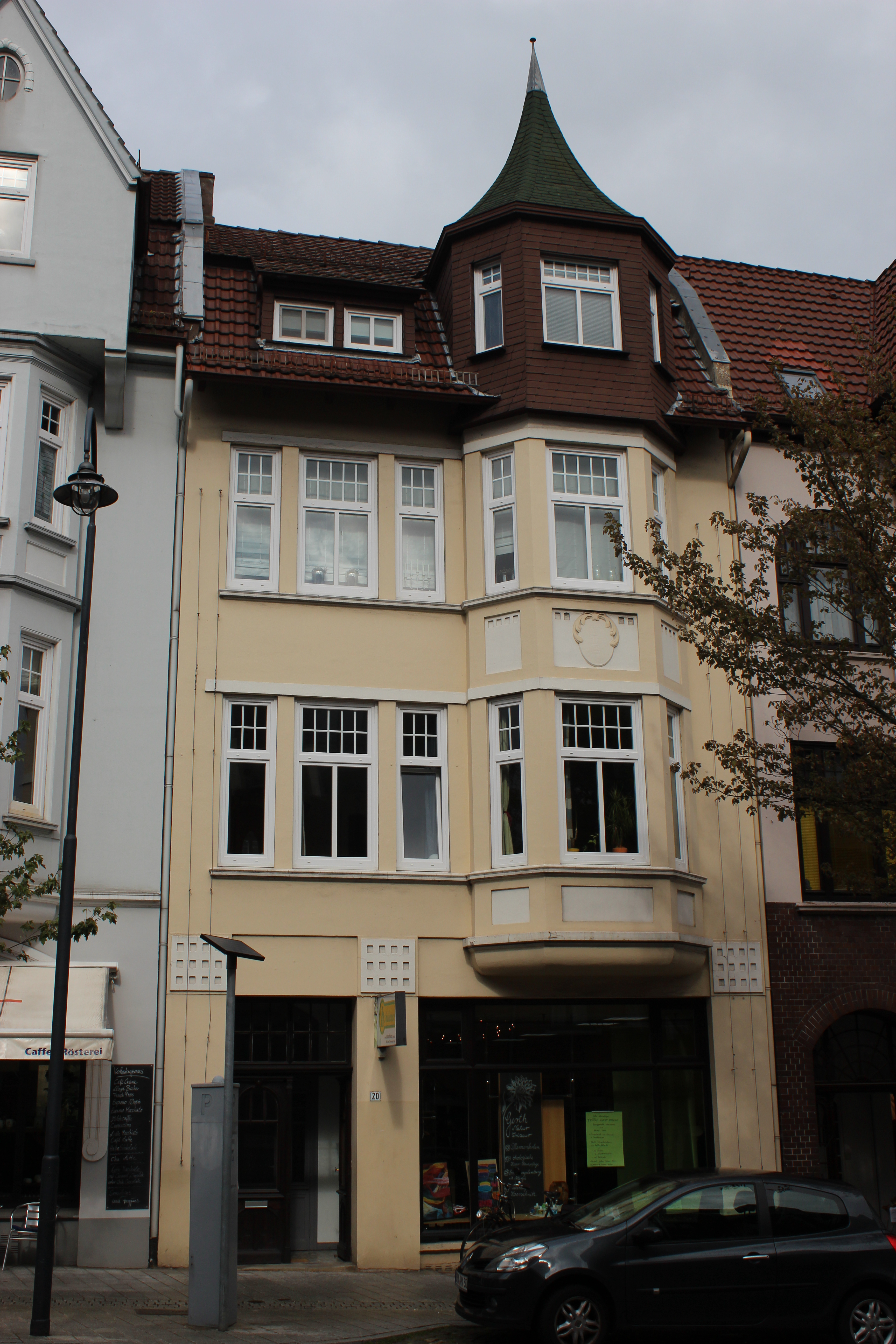
Reeder-Bischoff-Straße 20
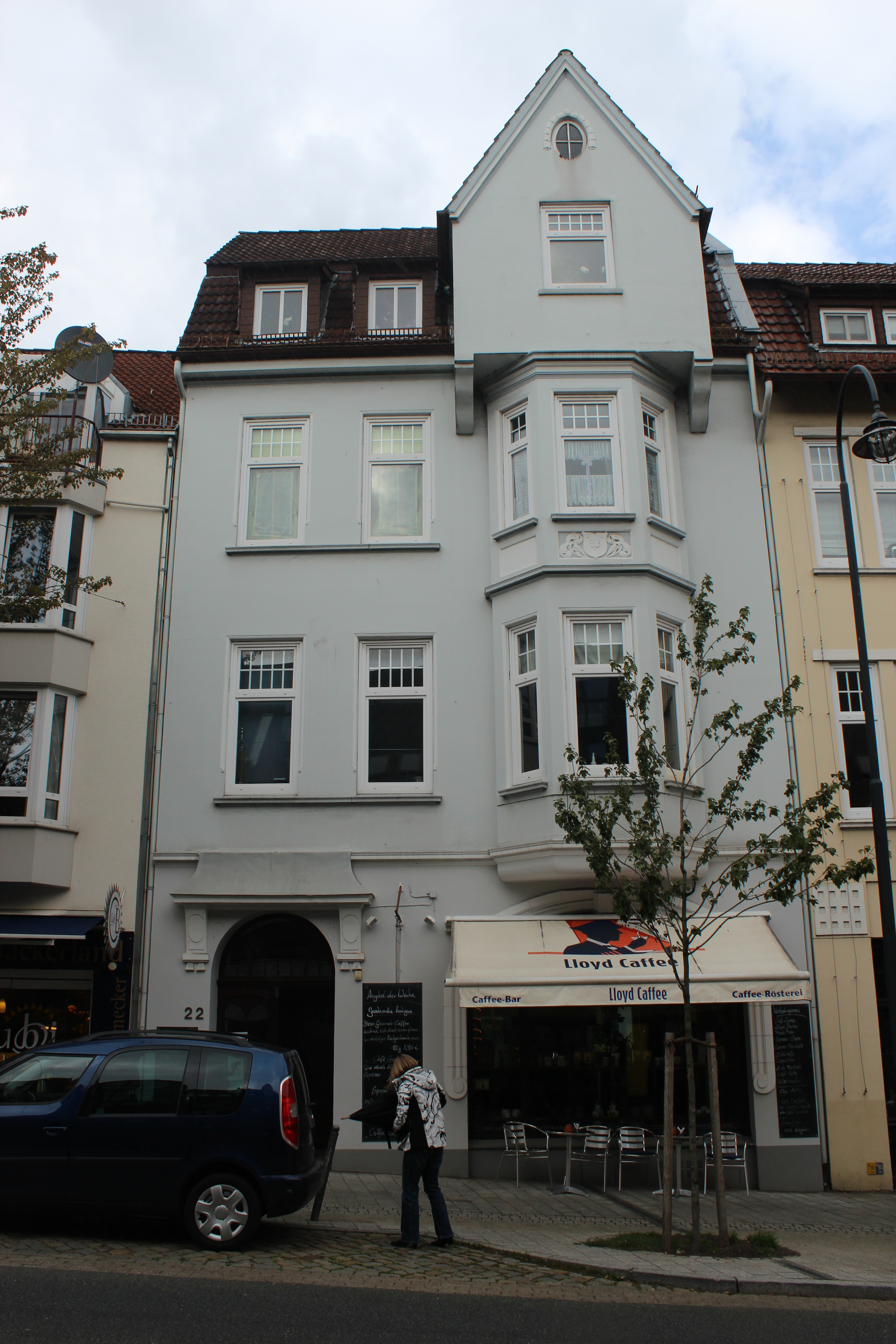
Reeder-Bischoff-Straße 22